# 東京都立臨海青海特別支援学校
東京都立臨海青海特別支援学校（とうきょうとりつ りんかいあおみとくべつしえんがっこう）は、東京都江東区にある特別支援学校。知的障害のある児童・生徒を対象としており、小学部と中学部が設置されている。

## 概要
本校は江東区青海にあり、小学部と中学部を設置している。通学区域は江東区、千代田区、中央区、港区、品川区、江戸川区の一部となっている。学校の敷地は、北側にテレコムセンタービル、南側に青海南ふ頭公園が隣接する臨海副都心の一角に位置している。
多くの児童・生徒はスクールバスで登校しており、11路線が運行されている。また、本校を卒業した生徒たちは主に江東特別支援学校や港特別支援学校の高等部に進学する。
本校では標準服と標準カバンが指定されている。

## 児童・生徒・教職員数
令和7年度
- 小学部：238名（49学級）
- 中学部：62名（13学級）
- 全校児童生徒：300名（62学級）
- 教職員：114名[2]

## 通学区域
- 千代田区
  - 霞が関一丁目、内幸町、日比谷公園、丸の内、有楽町[3]
- 中央区
  - 明石町、新富、日本橋茅場町、勝どき、入船、月島、八丁堀、京橋、築地、浜離宮庭園、銀座、豊海町佃、晴海、湊、新川、日本橋、八重洲、日本橋兜町
- 港区
  - 愛宕、芝浦、西新橋、海岸、白金台、白金、浜松町、港南、新橋、東新橋、芝、芝大門、高輪、三田、芝公園、台場、虎ノ門一・三丁目
- 江東区
  - 青海、新木場、有明、新砂、永代、辰巳、若洲、枝川、東陽一・二丁目、越中島、木場一・六丁目、古石場、潮見、豊洲、夢の島、塩浜、東雲、牡丹
- 品川区
  - 勝島、東品川二・三・四・五丁目、東八潮、南大井、八潮
- 江戸川区
  - 西葛西六～八丁目、中葛西五～八丁目、臨海町、清新町、東葛西四・六～九丁目、南葛西

## スクールバスコース
- 江戸川コース
- 湾岸コース
- 葛西コース
- 晴海コース
- 東雲コース
- 辰巳コース
- 港コース
- 品川コース
- 天王洲コース
- 日本橋コース
- 白金コース

## 主な進学先
- 東京都立江東特別支援学校
- 東京都立港特別支援学校

## 周辺施設
- フジテレビ湾岸スタジオ（徒歩10分）
- 日本科学未来館（徒歩12分）
- TOKYO GLOBAL GATEWAY

## アクセス
- ゆりかもめ
  - テレコムセンター駅下車（徒歩2分）※「テレコムセンター」駅南口にエレベーター有り
- りんかい線
  - 東京テレポート駅下車（徒歩18分）
- 都営交通（門前仲町駅より）
  - 都営バス　東京テレポート行
テレコムセンター駅前下車（徒歩2分）

## 建物概要
- 平成25年3月から設計に着手、平成28年6月に工事着工し、平成31年1月に工事の完成を迎えた[4]。

- 所在地：東京都江東区青海2-5-1
- 敷地面積：14,960.43㎡
- 建築面積：6,697.11㎡
- 延床面積：15,311.87㎡
- 最高高さ：21.992m
- 階数：地上3階、塔屋1階
- 構造：鉄筋コンクリート造（RC造）、一部プレストレストコンクリート造（PC造）、鉄骨造（S造）
- 基礎：上杭（SC杭）、下杭（PHC杭）

工事詳細
- 工期：平成28年6月15日〜平成31年1月25日
- 建築主：東京都財務局
- 設計：株式会社日建設計
- 施工
  - 建築工事：関東建設工、エムテック、立花建、オオバ工務店
  - 電気工事：ユアテック、震興電、岩崎電気工事
  - 空調工事：オーク設備工業、九興総合設備
  - 衛生工事：櫻井工業、當木工事
  - 造作家具：帝国器材株式会社

## 沿革
- 平成30年 4月 1日
  - 東京都立臨海地区特別支援学校（仮称）開設準備担当校長 川口 真澄、開設準備担当副校長1名、主任教諭1名　就任
  - 開設準備室を東京都立城東特別支援学校内に設置
- 平成30年10月15日  
  - 東京都立学校設置条例の一部を改正する条例（東京都条例第95号）公布により、東京都立臨海青海特別支援学校設置
  - 初代校長 川口 真澄　就任
- 平成31年 1月25日  
  - 校舎竣工（江東区青海二丁目5番1号）
- 平成31年 4月 1日
  - 東京都立臨海青海特別支援学校開校
- 令和 4年 4月 1日  
  - 第2代校長 川﨑 淳子　就任
- 令和 6年 4月 1日
  - 第3代校長 小原 由嗣　就任